# Crow Sit on Blood Tree
Crow Sit On Blood Tree é um álbum de Graham Coxon.
Este álbum possui 12 faixas.

## Faixas
1. "Empty Word" - 5:36
2. "I'm Goin' Away" - 3:17
3. "All Has Gone" - 4:22
4. "Burn It Down" - 3.27
5. "Too Uptight" - 4:10
6. "Big Bird" - 5:11
7. "Tired" - 2:20
8. "Hurt Prone" - 4:15
9. "Bonfires" - 3:41
10. "Thank God For The Rain" - 3:58
11. "You Never Will Be" - 4:36
12. "A Place For Grief" - 5:32